# Aldo Perni
Aldo Perni (Livorno, 23 luglio 1932) è un ex calciatore italiano, di ruolo centrocampista.

## Carriera
Debutta in Serie B con il Catania nel 1952, disputando 17 gare nell'arco di due stagioni.
In seguito gioca per sei anni con il Prato, conquistando la promozione in Serie B al termine del campionato di Serie C 1956-1957 e disputando altre due stagioni in Serie B per un totale di 61 presenze.
Nel 1960 passa al Livorno giocando per un altro anno in Serie C.

## Palmarès

### Club

#### Competizioni nazionali
- Serie B: 1

Catania: 1953-1954
- Serie C: 2

Prato: 1956-1957, 1959-1960